# 美丽棘豆
美丽棘豆（学名：Oxytropis bella），为豆科棘豆属下的一个植物种。